# ジゼル・ド・フランス
ジゼル・ド・フランス（フランス語：Gisèla de France, 10世紀）は、西フランク王女でノルマンディー公ロロの妃。

## 生涯
限られた資料によると、ロロは911年にノルマンディーの支配者となり、キリスト教に改宗した後に西フランク王シャルル3世の娘ジゼルと婚約した。ジセラの結婚とジゼルの存在が個々では確認されていないことが、ジゼルに伝説的な性格を与えている。ジゼルが実在していた場合でも、ジゼルがシャルル3世の嫡出子であったか庶子であったかについても議論がある。
年代記作者ジュミエージュのギヨームによると、ロロには2人の妻がいた。バイユーで捕らえたポッパとは「デンマークの慣習に従って（more danico）」結婚した。ポッパはギヨーム1世の母である。ロロはサン＝クレール＝シュール＝エプト条約の後、ポッパを差し置いてジゼルと「キリスト教の慣習に従って（more Cristiano）」と結婚したが、ジゼルが死去した後にポッパのもとに戻った。しかし、フランク人の史料にジゼルに関する記録や結婚の記録がないことから、ジゼルとの結婚自体が作り話の可能性もある。もしジゼルが実在し、キリスト教の慣習に従い結婚をしてロロの子供を産んでいたとしたら、ポッパの息子ギヨーム1世がキリスト教のフランク王国で認められることはなかったと思われる。